# 10050 Rayman
10050 Rayman eller 1987 MA1 är en asteroid i huvudbältet som upptäcktes 28 juni 1987 av den amerikanske astronomen Eleanor F. Helin vid Palomar-observatoriet. Den är uppkallad efter Marc D. Rayman.
Asteroiden har en diameter på ungefär 13 kilometer.